# Raïon de Berdiansk
Le raïon de Berdiansk (en ukrainien : Бердянський район ; en russe : Бердя́нский райо́н) est un raïon (district) dans l'oblast de Zaporijjia en Ukraine.
Avec la réforme de juillet 2020, le raïon s'est donc étendu au détriment des raïons de Prymorsk et de Chernihivka.

## Lieux d'intérêt
Le parc national de Pryazovske, la flèche d'Obitotchna et le parc éolien de Primorsk.

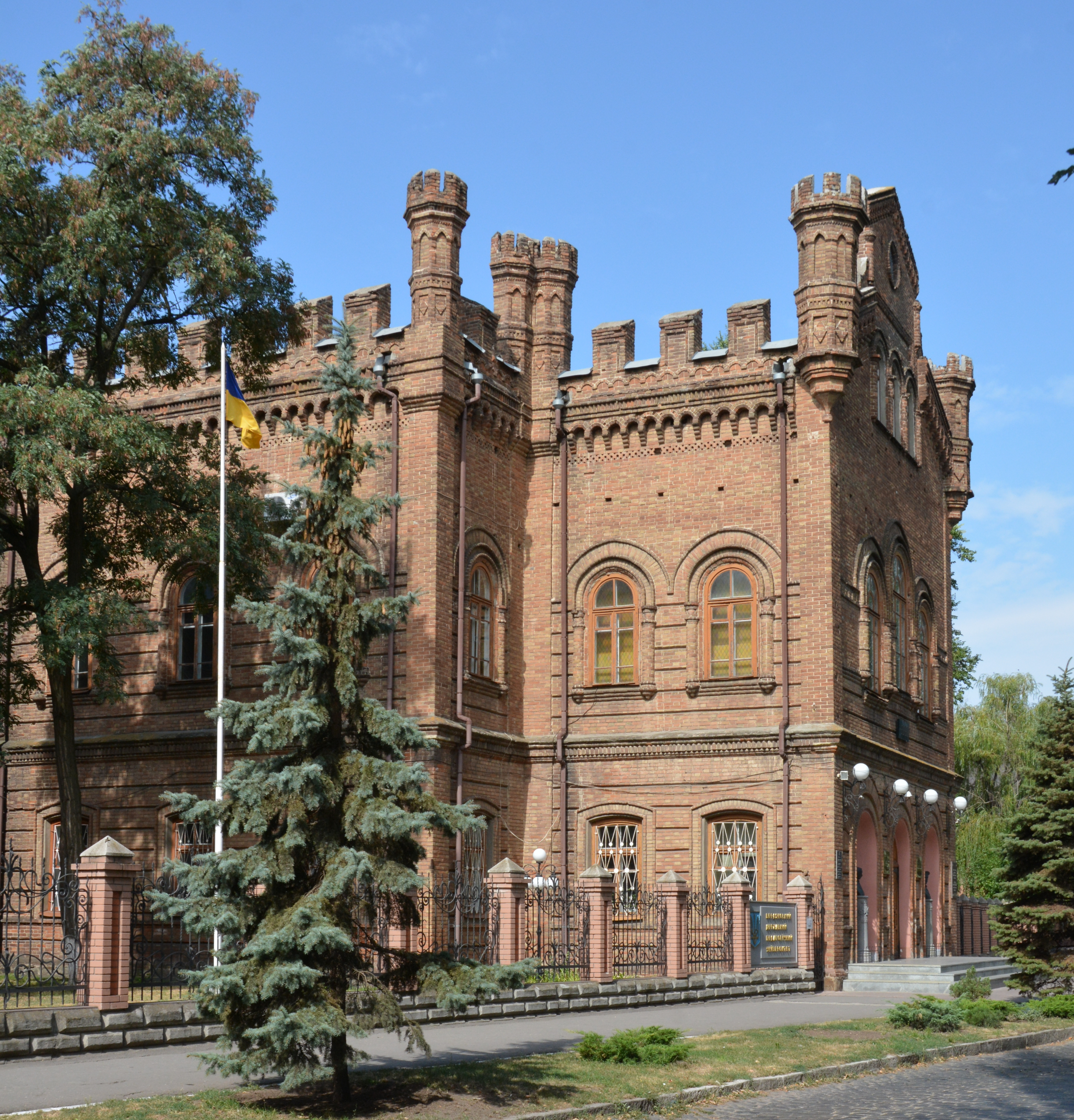
Gymnasium, classé[1],
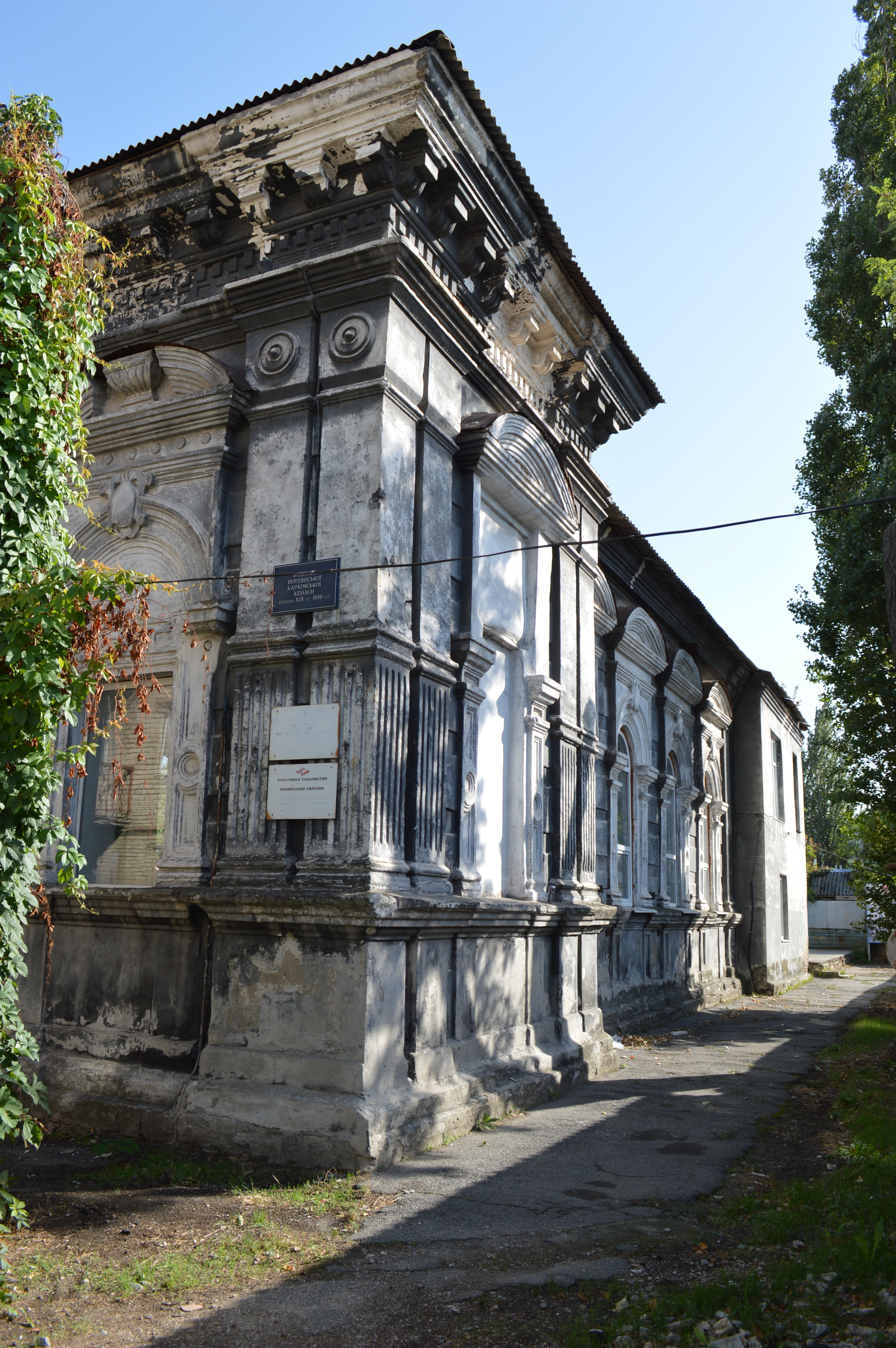
synagogue, classée[2],
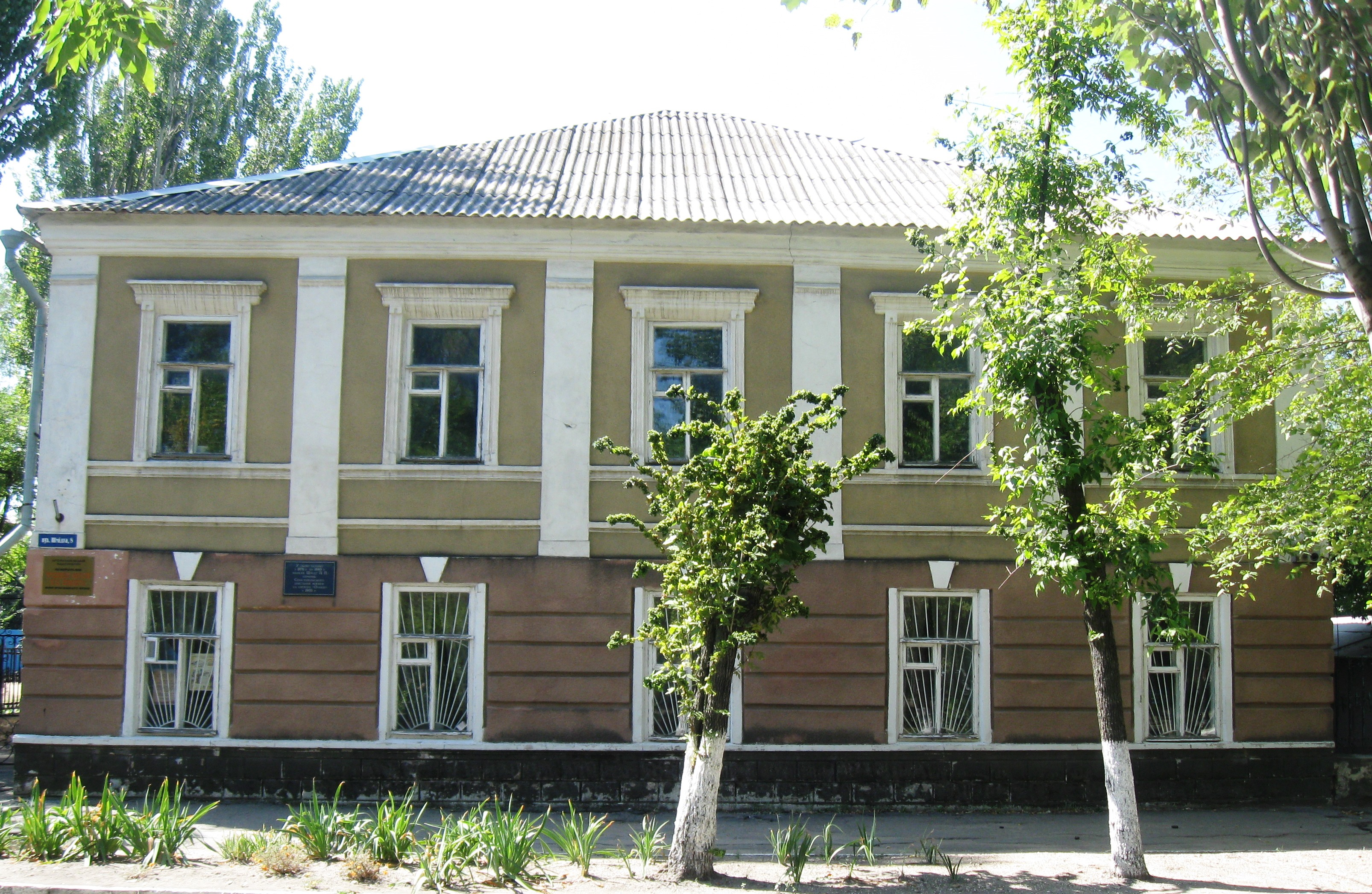
musée de la maison de Piotr Schmidt, classée[3],
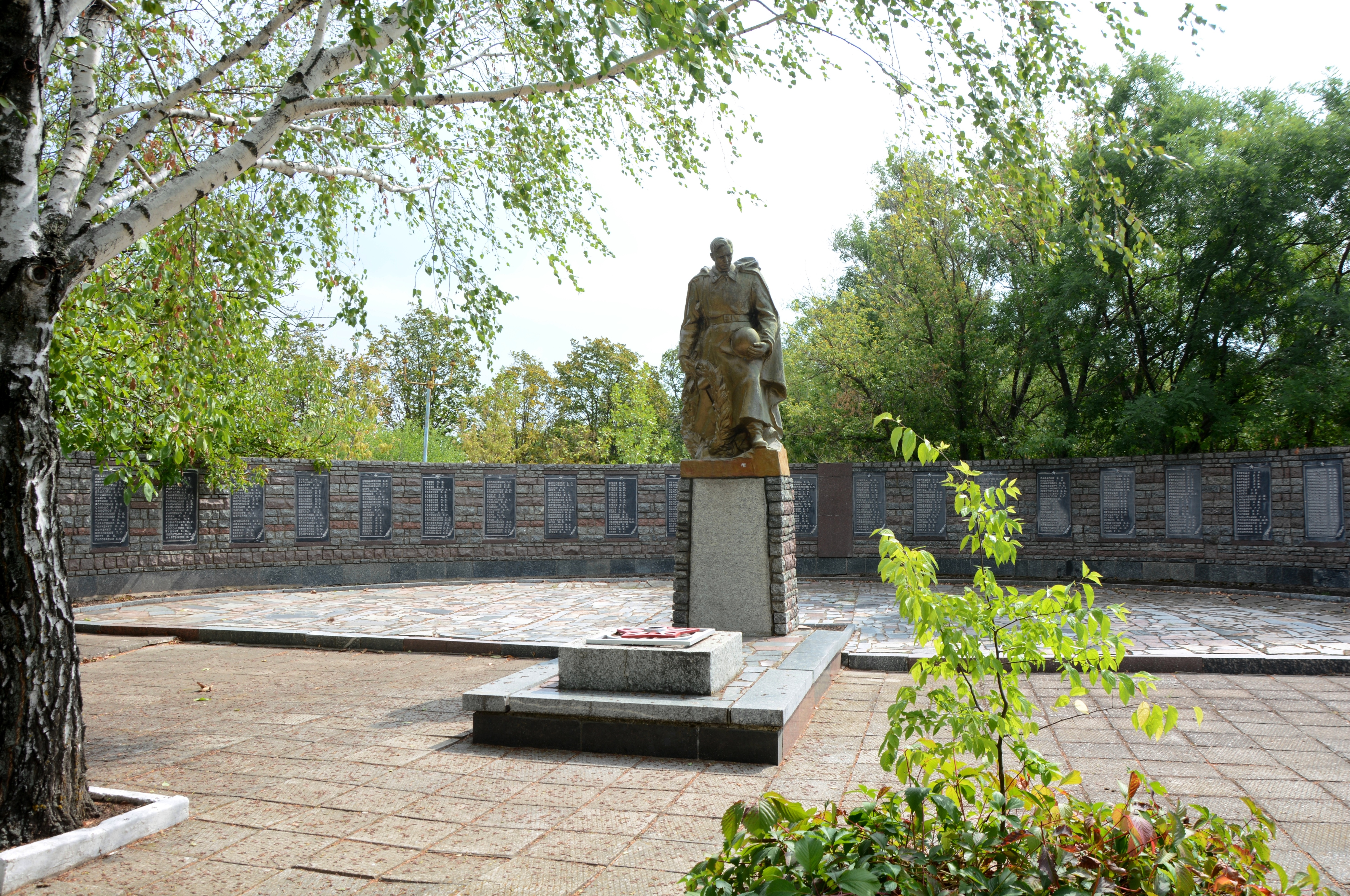
mémorial aux soldats, classé[4],
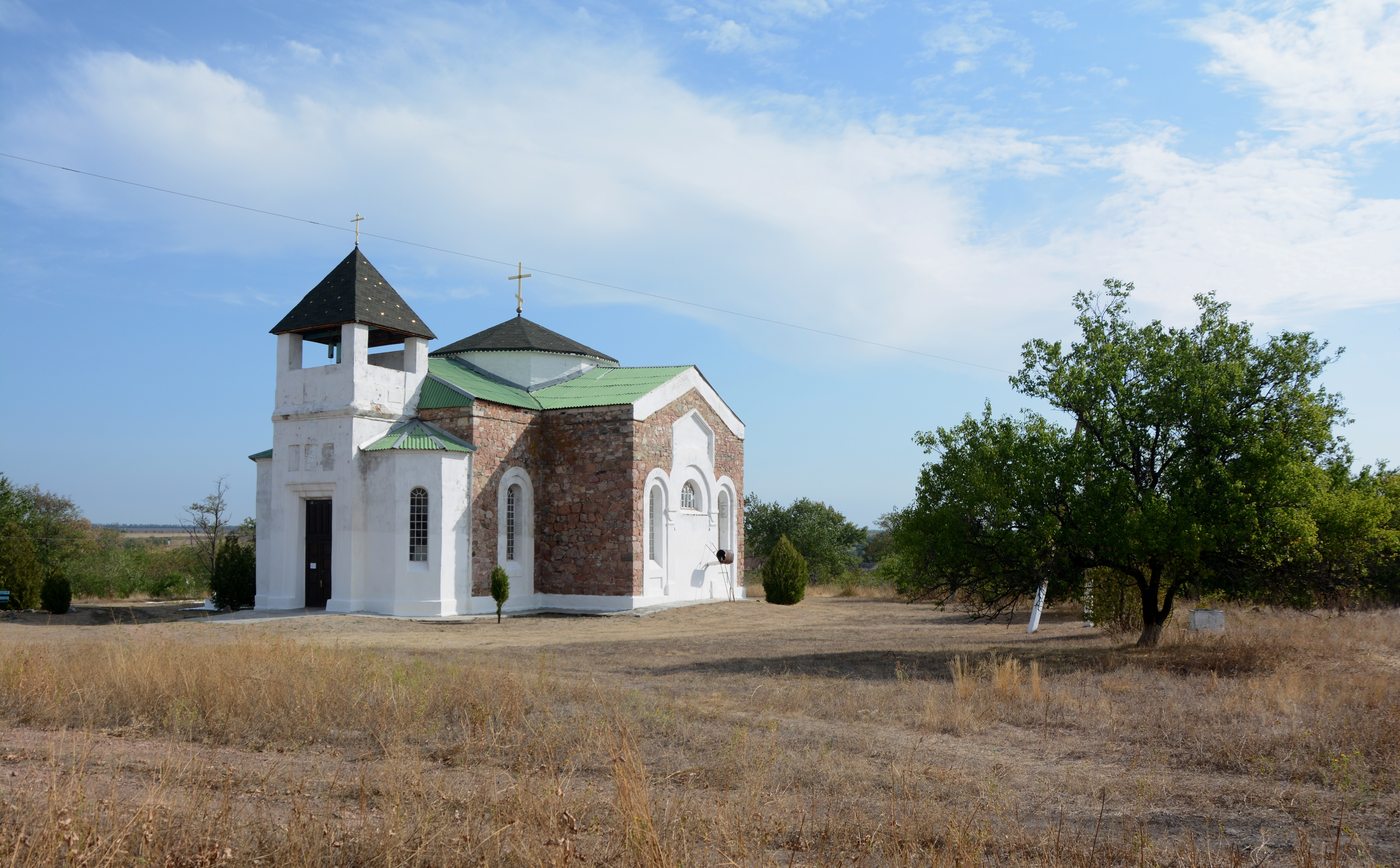
église Alexandre-Nevski, classée[5],
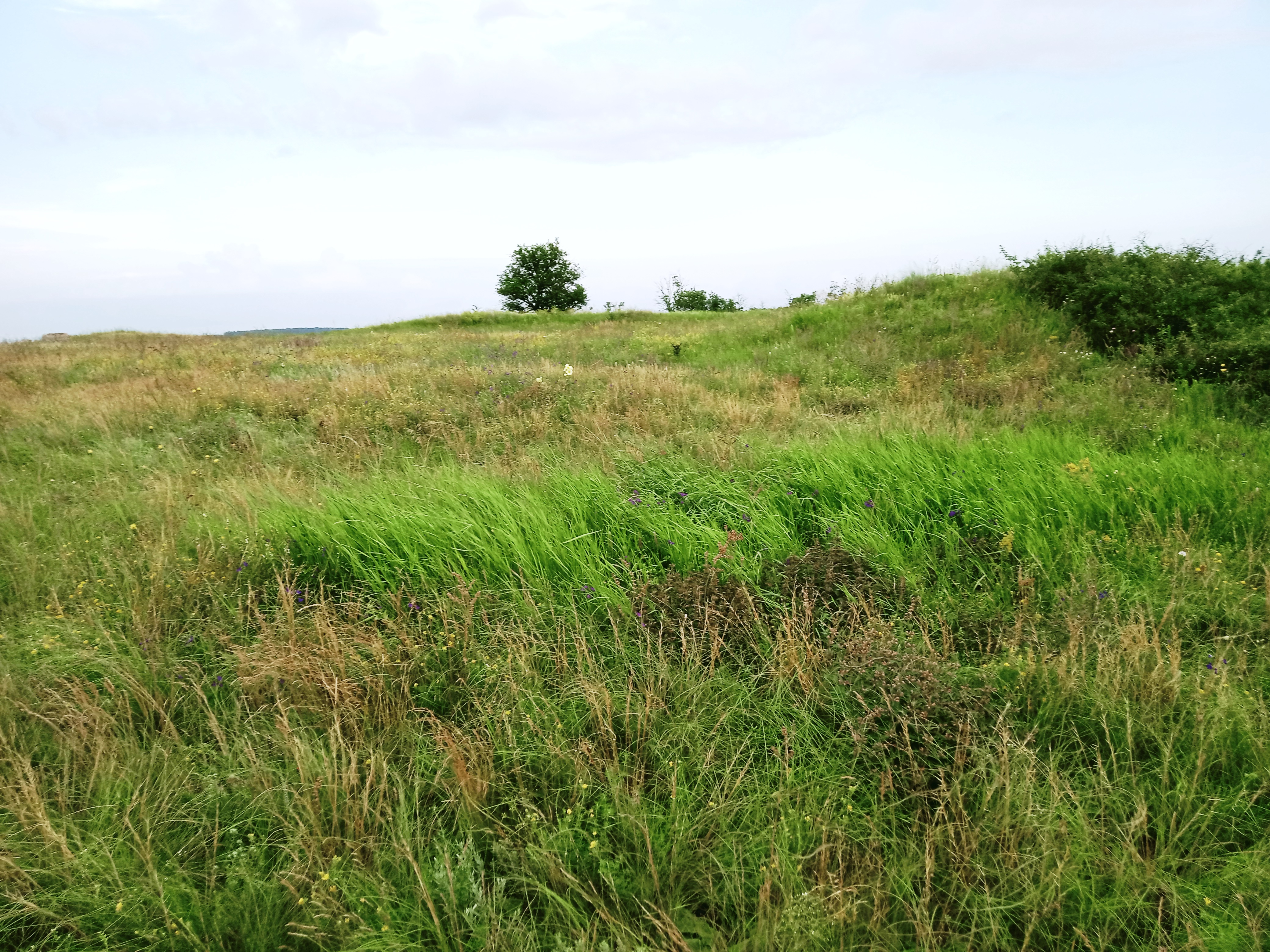
mur de la forteresse de Zakharivska, classée[6],

## Personnalités liées
Polina Ossipenko, aviatrice née à Novospassivka, village portant aujourd'hui son nom.